# Ambasciatore britannico nella Repubblica di Venezia
L’Ambasciatore britannico nella Repubblica di Venezia fu il primo rappresentante diplomatico prima del Regno d'Inghilterra e poi del Regno di Gran Bretagna nella Repubblica di Venezia, nonché responsabile della missione diplomatica in Veneto. Il titolo ufficiale era l'ambasciatore di Sua Maestà Britannica nella Repubblica di Venezia. L'ambasceria rimase in piedi sino al 1797, anno in cui crollò anche la Repubblica di Venezia.

## Capi delle missioni

### Ministri Residenti
- 1682-1685: Thomas Hobson[1]
- 1689-1712: G. Broughton diplomatico residente[1]
- 1697-1698: Charles Montagu, IV conte di Manchester Ambasciatore[2][3]
  - 1702: Sir Lambert Blackwell Inviato Straordinario[3]
- 1707-1708: Charles Montagu, IV conte di Manchester Ambasciatore[2]
- 1708-1714: Christian Cole Segretario[3]
  - 1713: Charles Mordaunt, III conte di Peterborough Ambasciatore[3]
- 1715: Christian Cole Residente[3]
- 1715-1719: Alexander Cunningham Residente[3]
- 1719-1722 and 1727-1736: Colonel Elizeus Burges Residente[3]
- 1736-1744: Nessuna relazione diplomatica per gli "eccessivi e straordinari onori resi al figlio del Pretendente di Casa Stuart"[3]
- 1744–1746: Robert Darcy, IV conte di Holderness[3][4]
- 1746–1753: Sir James Gray Residente[3][4]
- 1752–1754: Sconosciuto: forse il console Smith come residente[1]
- 1754–1765: John Murray[5]
  - 1762—1763: Charles Compton, VII conte di Northampton Ambasciatore[3]
- 1765–1773: James Wright Residente[3][5]
  - 1769—1771: Robert Richie incaricato in assenza di Wright (anche nel 1775)
- 1773–1789: John Strange Residente (assente dal 1786)[3][5]
- 1786—1790: Robert Richie incaricato[3]
- 1789–1791: Sir Francis Vincent, VIII baronetto[5]
- 1791–1793: William Lindsay[6]
- 1793: Francis Drake[7]
- 1793–1797: Sir Richard Worsley, VII baronetto[8]

Nel 1797, la Repubblica di Venezia venne abolita e divisa col Trattato di Campoformio